# Royal Titles Act 1876

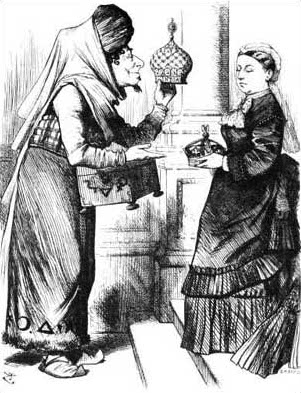
„Neue Kronen für Alte!“ Eine Karikatur im Punch 1876

Der Royal Titles Act 1876 (39 & 40 Vict., c. 10) ist ein Act des Parlaments des Vereinigten Königreichs, der Queen Victoria und ihre Nachfolger offiziell zur Kaiserin von Indien machte.
Dieser Titel wurde auf Anregung des Premierminister Benjamin Disraeli angenommen. Der Langtitel des Act ist An Act to enable Her most Gracious majesty to make an addition to the Royal Style and Titles appertaining to the Imperial Crown of the United Kingdom and its Dependencies (deutsch: „Ein Gesetz, das es Ihrer gnädigsten Majestät ermöglicht, eine Ergänzung zur königlichen Anrede und zu den Titeln vorzunehmen, die der Kaiserkrone des Vereinigten Königreichs und seinen Nebengebieten zugehörig sind.“) Das Gesetz wurde durch den Indian Independence Act 1947 aufgehoben.